# Уиллан, Хили
Джеймс Хи́ли Уи́ллан (англ. James Healey Willan, 12 октября 1880, Лондон — 16 февраля 1968, Торонто) — канадский композитор, органист, дирижёр и педагог первой половины XX века. Писал духовную, симфоническую и оперную музыку, произведения для органа, фортепиано, хора и голоса соло.
Компаньон ордена Канады (1967).

## Биография
Хили Уиллан родился в пригороде Лондона Белхеме. В 1897 году его принимают в Королевское общество органистов, и с 1903 по 1913 год он занимает место органиста и хормейстера церкви св. Иоанна Крестителя в Кенсингтоне. В 1913 году он переезжает в Торонто (Канада), где становится директором отделения теории Торонтской консерватории, а с 1920 года — заместителем ректора. С 1937 по 1950 год Уиллан является профессором музыки в Университете Торонто. С 1921 года и до самой смерти он выполнял обязанности органиста и хормейстера в англиканской церкви св. Марии Магдалины.

## Творчество
Уиллан начал сочинять музыку в молодости. Уже в 1916 году в Торонто прошёл концерт, состоящий полностью из его песен и камерных произведений. Десять лет спустя аналогичный концерт, состоящий из произведений Уиллана для органа и хора, прошёл в Монреале. Всего за свою творческую карьеру Уиллан создал около 800 произведений (каталог, составленный в 1972 году, состоит из 784 наименований), включающих несколько опер (в том числе «Прохождение сквозь пламя: одиссея 1942 года» и «Дейрдре, дочь печалей» в сотрудничестве с либреттистом Джоном Коултером), две симфонии, фортепианный концерт, музыку для органа, хора и голоса соло. Духовная музыка составляет более половины его наследия. Его творчество не затронули современные веяния в музыке, и в нём прослеживаются традиции англо-католической литургии, хоральной музыки времён Тюдоров, а также немецкого романтического стиля XIX века.
Среди произведений Уиллана гимн O Lord Our Governour, заказанный ему к коронации Елизаветы II в 1953 году. Уиллан стал первым композитором, не представляющим Великобританию, которому был сделан подобный заказ.
Литургические произведения Уиллана исполняются по настоящее время, в 90-е годы XX века фирмами Virgin Records и Gothic на компакт-дисках были выпущены записи его хоровых мотетов, месс и произведений для органа, вошедшие в число бестселлеров в жанре классической музыки.

## Признание заслуг
Хили Уиллана, патриарха канадской музыки, часто уважительно называли «деканом канадских композиторов». В 1956 году архиепископом Кентерберийским ему было присвоено почётное звание Mus. D Cantaur (доктора музыки). В 1967 году, с учреждением ордена Канады, Уиллан стал его компаньоном, что является высшей степенью ордена. В память о нём раз в два года проводится конкурс хоровых коллективов, спонсируемый CBC.